# لیکوسنگ‌چشم سبز
لیکوسنگ‌چشم سبز (نام علمی: Pteruthius xanthochlorus) یک گونه پرنده است که در گذشته در خانواده Timaliidae جای گرفته بود. این گونه اکنون به عنوان یک شاخه آسیایی از سرودخوان آمریکایی در نظر گرفته می‌شود و به خانواده Vireonidae وابستگی دارد.
رژیم غذایی شامل حشراتی مانند مورچه‌ها و سوسک‌ها و همچنین انواع توت‌ها و دانه‌ها است.